# Чингої
Чингої, Чінхой (англ. Chinhoyi) — місто на півночі центральної частини Зімбабве, адміністративний центр провінції Західний Машоналенд, а також — центр округу Маконде.

## Географія
Розташоване приблизно за 125 км на північний захід від столиці країни, міста Хараре, на березі річки Маньяме. Абсолютна висота — 1186 м над рівнем моря.

### Клімат
Місто знаходиться у зоні, котра характеризується вологим субтропічним кліматом. Найтепліший місяць — жовтень із середньою температурою 23.3 °C (74 °F). Найхолодніший місяць — липень, із середньою температурою 16.1 °С (61 °F).
| Клімат Чингої           | Клімат Чингої | Клімат Чингої | Клімат Чингої | Клімат Чингої | Клімат Чингої | Клімат Чингої | Клімат Чингої | Клімат Чингої | Клімат Чингої | Клімат Чингої | Клімат Чингої | Клімат Чингої | Клімат Чингої |
| Показник                | Січ.          | Лют.          | Бер.          | Квіт.         | Трав.         | Черв.         | Лип.          | Серп.         | Вер.          | Жовт.         | Лист.         | Груд.         | Рік           |
| Середній максимум, °C   | 27,2          | 26,7          | 27,8          | 26,7          | 25            | 23,3          | 23,3          | 25,6          | 28,9          | 29,4          | 29,4          | 27,8          | 26,8          |
| Середня температура, °C | 22,8          | 22,2          | 22,2          | 21,1          | 18,9          | 16,7          | 16,1          | 18,3          | 21,7          | 23,3          | 23,3          | 22,8          | 20,8          |
| Середній мінімум, °C    | 18,3          | 17,8          | 17,2          | 15            | 12,2          | 10            | 9,4           | 10,6          | 14,4          | 16,7          | 17,8          | 17,8          | 14,8          |
| Норма опадів, мм        | 187           | 173           | 109           | 36            | 7             | 2             | 2             | 3             | 6             | 28            | 88            | 162           | 803           |
| ----------------------- | ------------- | ------------- | ------------- | ------------- | ------------- | ------------- | ------------- | ------------- | ------------- | ------------- | ------------- | ------------- | ------------- |
| Джерело: Weatherbase    |               |               |               |               |               |               |               |               |               |               |               |               |               |

## Населення
За даними на 2013 рік чисельність населення становить 63 014 чоловік.
Динаміка чисельності населення міста по роках:
| 2002  | 2013  |
| ----- | ----- |
| 56794 | 63014 |

## Транспорт
Чингої лежить на трасі A-1, що сполучає Хараре з замбійській кордоном, який знаходиться приблизно за 250 км на північний-захід. За 10 км на південь від центру міста є невеликий аеропорт для приватних літаків. Чингої з'єднаний з Хараре залізницею, проте регулярного пасажирського залізничного сполучення між цими містами немає.